# Katihar
Katihar est une ville située dans l'état du Bihar en Inde. Elle aurait selon le recensement de 2011, 240 565 habitants. 